# Renville megye (Észak-Dakota)
Renville megye az Amerikai Egyesült Államokban, azon belül Észak-Dakota államban található. Megyeszékhelye és legnagyobb városa Mohall. Lakosainak száma 2282 fő (2020. április 1.). Renville megye Bottineau, Burke, Ward és McHenry megyékkel határos.

## Népesség
A megye népességének változása:
| Lakosok száma | 2476 | 2489 | 2557 | 2608 | 2571 | 2282 |
|               | 2010 | 2011 | 2012 | 2013 | 2015 | 2020 |